# Aloysius Matthew Ambrozic
Aloysius Matthew Ambrozic (Gabrje, Eslovenia, 27 de enero de 1930-Toronto, Canadá, 27 de agosto de 2011) fue un cardenal de la Iglesia Católica.
El cardenal Ambrozic nació en Eslovenia. Fue el segundo de los siete hijos de Luis Ambrozic y su esposa, Helena Pecar. Cursó la escuela primaria en Dobrova y la escuela secundaria en Liubliana. En mayo de 1945, toda la familia huyó a Austria, donde vivieron en campos de refugiados en Vetrinj, Peggez y Spittal an der Drau. En estos campamentos Aloysius terminó su educación secundaria.
Se trasladó con su familia a Canadá en 1948. Poco después, Aloysius ingresó al Seminario de San Agustín para estudiar filosofía y teología. Recibió la ordenación sacerdotal en 1955 de manos del cardenal James C. McGuigan. En ese momento, la Archidiócesis de Toronto era una comunidad muy animada y en crecimiento, compuesta de extranjeros o de personas cuyos ancestros provenían de todas partes del mundo. Desde entonces, la archidiócesis ha llegado a medio millón de católicos en todos los ámbitos de la sociedad, que viven en la ciudad o el campo y que son aproximadamente un tercio de la población. En la diócesis de habla inglesa más grande de Canadá, hoy en día las misas se celebran en 25 idiomas.
El primer año de su sacerdocio sirvió como coadjutor en la parroquia de Santa Teresa en Port Colborne, Ontario. A continuación, enseñó latín durante un año en el Seminario de San Agustín, de Toronto. Los años 1957-1960 los dedicó a sus estudios de posgrado en Roma, donde recibió una Licenciatura en Teología en el Angelicum y la Licenciatura en Sagrada Escritura en el Pontificio Instituto Bíblico.
Al regresar a Toronto, el padre Ambrozic enseñó Sagrada Escritura en el Seminario de San Agustín desde 1960 hasta 1967. Ese mismo año continuó sus estudios en Alemania, obteniendo el Doctorado en Teología por la Universidad de Wurzburgo en 1970.
De 1970 a 1976 fue también profesor de exégesis del Nuevo Testamento en la Facultad de Teología de Toronto. La Escuela de Teología de Toronto (Toronto School of Theology) es una federación de siete facultades de teología que preparan a los estudiantes de diversos niveles académicos y pastorales. Las facultades pertenecen a denominaciones específicas, tres son católicas, anglicanas dos, una pertenece a la Iglesia Unida de Canadá y otra es presbiteriana. Al participar en esta experiencia ecuménica, las escuelas católicas, para garantizar a sus estudiantes una base sólida en la plenitud de la fe católica, comparten recursos y conocimientos pedagógicos con otras facultades.
Fue nombrado obispo auxiliar de Toronto en 1976 por el papa Pablo VI. Diez años más tarde, fue elegido arzobispo coadjutor y en 1990, arzobispo de Toronto. Como arzobispo de Toronto, el cardenal Ambrozic presidió la Jornada Mundial de la Juventud 2002 en la ciudad. Fue la última Jornada Mundial de la Juventud del Papa Juan Pablo II, y congregó casi un millón de peregrinos en la ciudad.
Es autor de numerosas obras escritas.
Ambrozic fue delegado en el Sínodo de 1990 sobre la formación de los sacerdotes y en el Sínodo de 1994 sobre la vida consagrada.
Era Arzobispo emérito de Toronto desde el 16 de diciembre de 2006.
Juan Pablo II lo creó cardenal en 1998 con el título de los santos Marcelino y Pedro.
Murió el 26 de agosto de 2011 tras una larga enfermedad. Su misa fúnebre se llevó a cabo el 31 de agosto de 2011 en la Catedral de San Miguel en Toronto, presidida por el arzobispo Thomas Collins. Más de 1000 personas asistieron a la misa, incluido el ministro de finanzas federal canadiense, James Flaherty, y los alcaldes locales, Robert Ford y Hazel McCallion. Su cuerpo fue enterrado en el Cementerio de la Santa Cruz en Thornhill.